# سکوت (موسیقی)
سکوت (به انگلیسی: Rest) نشانه‌ای در نت‌نویسی موسیقی است که بیانگر عدم اجرای نت و سکوت، می‌باشد. نشانه‌های سکوت، مانند نت‌ها، دارای ارزش‌های زمانی متفاوتی بوده و درواقع برابر هر شکل نت با دیرند ویژهٔ خود، نشانهٔ سکوت هم وجود دارد.

## انواع نشانه‌ها
| نام نشانه به انگلیسی (آمریکایی) | نام نشانه به انگلیسی (بریتانیایی) | نام فارسی  | ارزش زمانی (نسبت به نت گرد) | نشانه                                  |
| ------------------------------- | --------------------------------- | ---------- | --------------------------- | -------------------------------------- |
| Whole rest                      | Semibreve rest                    | گرد        | 1                           | A whole/semibreve rest                 |
| Half rest                       | Minim rest                        | سفید       | 1⁄2                         | A half/minim rest                      |
| Quarter rest                    | Crotchet rest                     | سیاه       | 1⁄4                         | A quarter/crotchet rest                |
| Eighth rest                     | Quaver rest                       | چنگ        | 1⁄8                         | An eighth/quaver rest                  |
| Sixteenth rest                  | Semiquaver rest                   | دولا چنگ   | 1⁄16                        | An sixteenth/semiquaver rest           |
| Thirty-second rest              | Demisemiquaver rest               | سه‌لا چنگ   | 1⁄32                        | A thirty-second/demisemiquaver rest    |
| Sixty-fourth rest               | Hemidemisemiquaver rest           | چهارلا چنگ | 1⁄64                        | A sixty-fourth/hemidemisemiquaver rest |

لازم به ذکر است که سکوت گرد، اغلب برای سکوت یک میزان کامل (حتی اگر ارزش زمانی برابر با نت گرد نداشته باشد) به کار می رود. برای میزان‌های کوتاه‌تر (مثلا 2
2 ) از سکوت سفید هم استفاده می‌شود.
نشانه‌های سکوت‌، همانند نت‌ها، می‌توانند با قرار دادن یک نقطه در سمت راستشان، ارزش زمانی یک‌ونیم برابر بگیرند. برای مثال، اگر سمت راست یک سکوت گرد، نقطه‌ای بگذاریم، ارزش زمانی آن برابر با سه سکوت سفید خواهد بود. سکوت سفید نقطه‌دار برابر با سه سکوت سیاه و سکوت سیاه نقطه‌دار، برابر با سه سکوت چنگ خواهد بود.

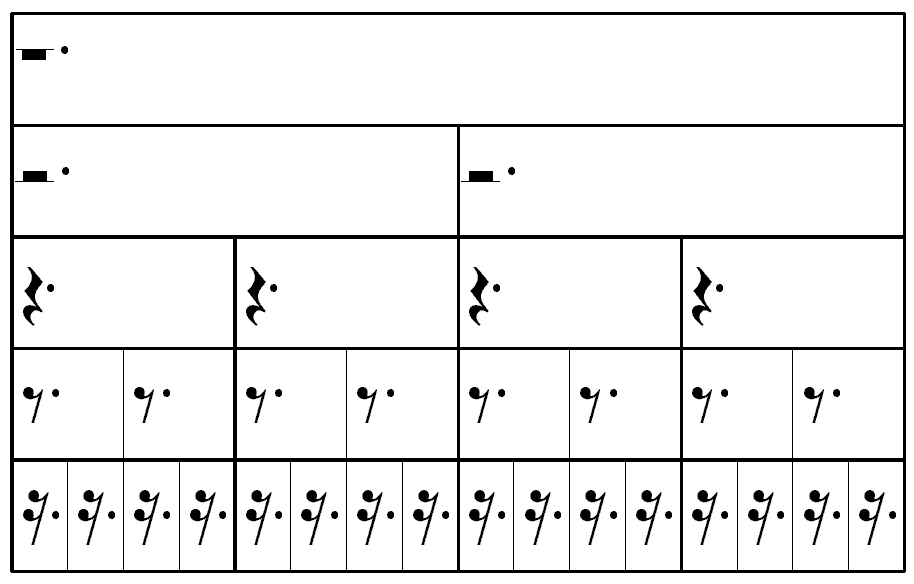
سکوت‌های نقطه‌دار و نسبتشان به هم

### سکوت‌های طولانی‌تر
در کنسرت‌ها و اجراهای سمفونی، گاه یک ساز باید به مدتی طولانی سکوت داشته باشد، به همین دلیل، از نشانه‌هایی که بیانگر چند میزان سکوت هستند هم استفاده می‌شود.

عدد بالای هر نشانه، بیانگر تعداد میزان‌هایی است که باید سکوت داشته باشند.

در سکوت‌های طولانی‌تر، روش جدیدی هم مرسوم شده که شکلی همانند شکل زیر کشیده و عدد میزان‌های سکوت را بالایش می نویسند.

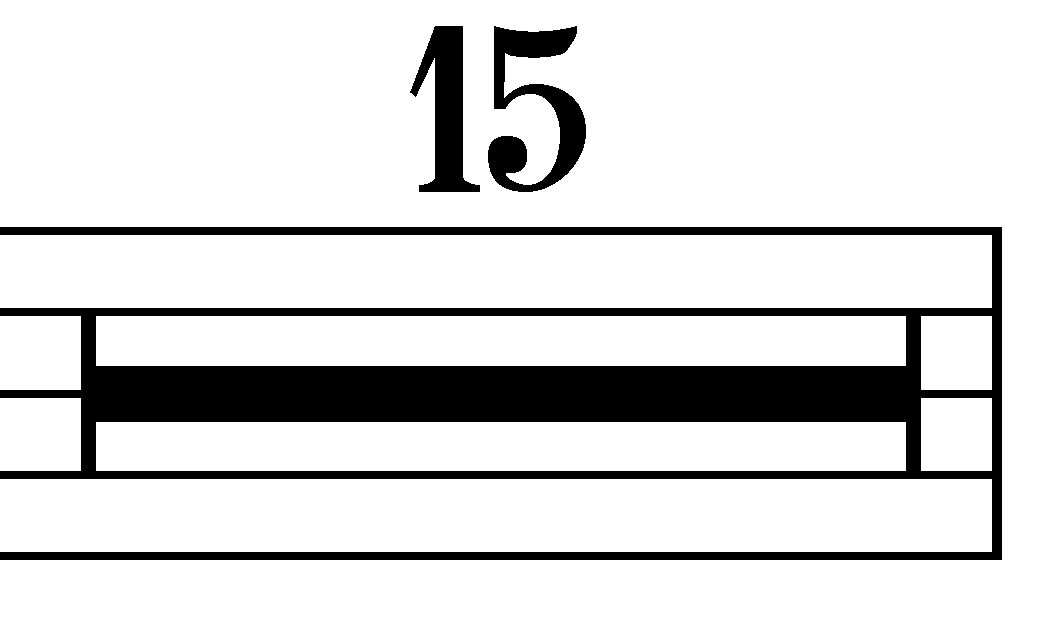
در اینجا، عدد ۱۵ بیانگر تعداد میزان سکوت است و می‌توان به جای آن هر عددی گذاشت.

## قطعهٔ ۴:۳۳
قطعهٔ ۴:۳۳ (چهار دقیقه و سی‌و‌سه ثانیه) اثر جان کیج، اثری است که به همین مدت زمان، کاملا سکوت و بدون اجرای حتی یک نت می‌باشد؛ هرچند محتوای این قطعه واقعا سکوت نیست که معمولا تصور می‌شود،  بلکه بیشتر صداهای محیط است که در هنگام اجرا توسط مخاطب شنیده می‌شود. چالش این اثر در مورد تعاریف مفروض دربارهٔ موسیقی و تجربه موسیقی، آن را به موضوعی محبوب و بحث‌برانگیز در موسیقی‌شناسی و زیبایی‌شناسی هنر و اجرا تبدیل کرد.